# Edward Montaño
Edward Alexander Montaño Mejía (Cali, 19 de junio de 1990) es un futbolista colombiano. Juega de lateral izquierdo. 

## Clubes
| Club               | País     | Año         |
| ------------------ | -------- | ----------- |
| Defensor Zarumilla | Perú     | 2011        |
| Alianza Unicachi   | Perú     | 2012        |
| Atlético Minero    | Perú     | 2013        |
| Cúcuta Deportivo   | Colombia | 2017        |
| Tigres             | Colombia | 2017 - 2018 |